# Патрік Еліаш
Патрік Еліаш (чеськ. Patrik Eliáš; 13 квітня 1976, м. Тршебич, ЧССР) — чеський хокеїст, центральний/лівий нападник.
Вихованець хокейної школи «Горацка Славія» (Тршебич). Виступав за ХК «Кладно», «Олбані Рівер-Ретс» (АХЛ), «Нью-Джерсі Девілс», ХК «Зноємшті Орлі», «Металург» (Магнітогорськ), Нью-Джерсі Девілс.
В чемпіонатах НХЛ — 1240 матчів (408+617), у турнірах Кубка Стенлі — 162 матчі (45+80).
У складі національної збірної Чехії учасник зимових Олімпійських ігор 2002, 2006 і 2010 (10 матчів, 3+3), учасник чемпіонатів світу 2008, 2009 і 2011 (22 матчі, 13+8), учасник Кубка світу 2004 (5 матчів, 3+2). У складі юніорської збірної Чехії учасник чемпіонату Європи 1994.
Досягнення
- Бронзовий призер зимових Олімпійських ігор (2006)
- Бронзовий призер чемпіонату світу (2011)
- Володар Кубка Стенлі (2000, 2003)
- Учасник матчу усіх зірок НХЛ (2000, 2002, 2011)
- Бронзовий призер чемпіонату Чехії (1994).

Нагороди
- «Золота ключка» (2009, 2012).